# Równina Worowska
Równina Worowska – mała równina na terenie gminy Złocieniec (woj. zachodniopomorskie). Obejmuje Nowe Worowo, Stare Worowo i okoliczne tereny. Styka się z Doliną Górnego Rakonia, Pagórkami Grabowymi, Wzgórzami Czarnkowickimi i Obniżeniem Warniłęgu. Na jej terenie znajduje się Rezerwat przyrody „Zielone Bagna”. Część Pojezierza Drahimskiego.